# Tablier (pont)

Structure d'un pont.

Le tablier d'un pont est une structure porteuse qui supporte les charges du trafic routier et les transmet aux appuis ou aux éléments de suspension (suspentes ou arcs).Le tablier d'un pont peut être fait en acier ou en béton. 
Le nom tablier désigne aussi la partie d'un pont-levis qui s'abaisse pour former le passage.